# Adolf Cieślik

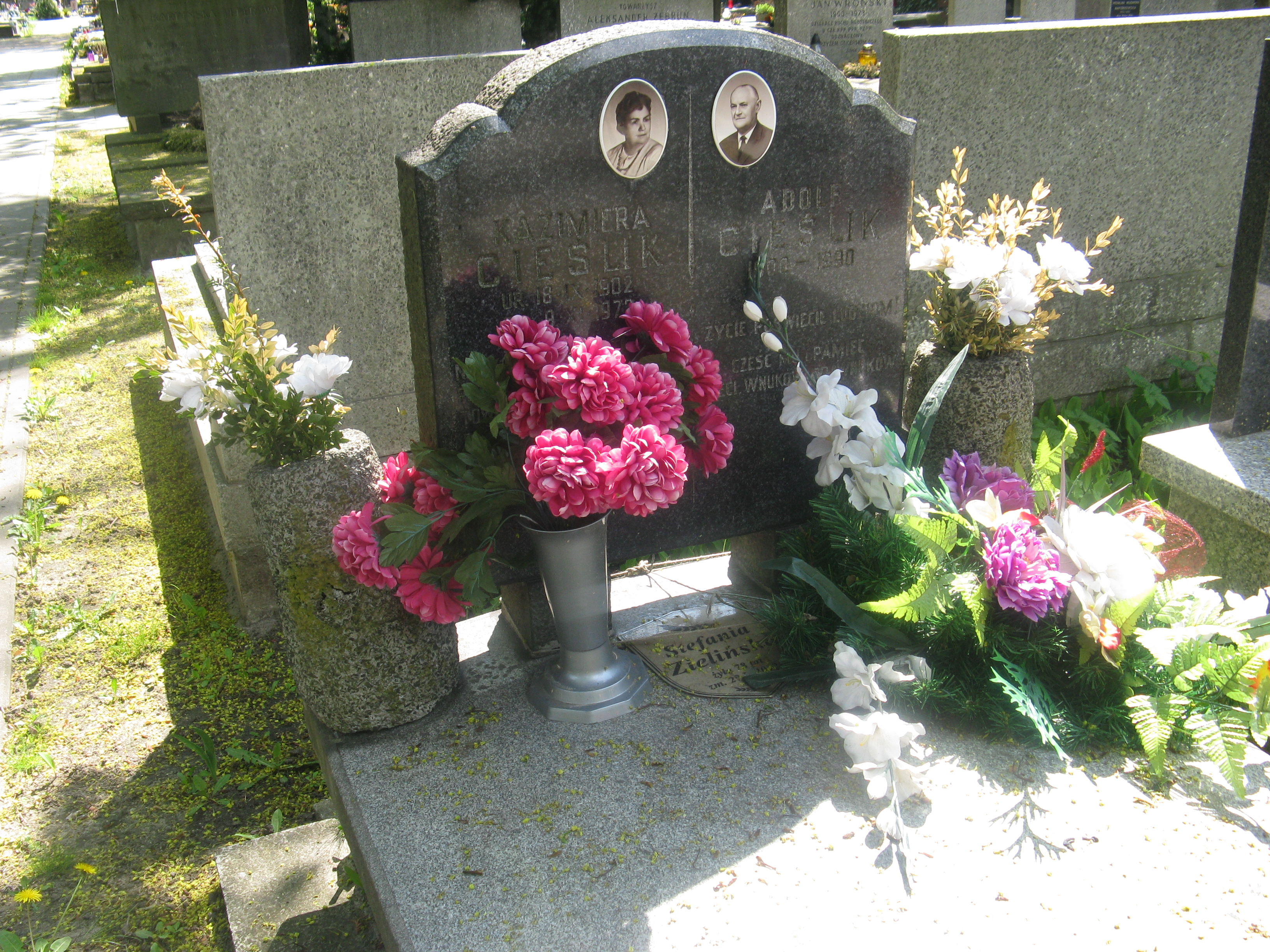
Grób Adolfa Cieślika na Cmentarzu Wojskowym na Powązkach

Adolf Cieślik (ur. 22 maja 1900 w Piaszczycach, zm. 21 stycznia 1990) – polityk, poseł do Krajowej Rady Narodowej 1945–1947 oraz na Sejm Ustawodawczy 1947–1952, członek Komitetu Centralnego Polskiej Partii Robotniczej 1945–1948.

## Życiorys
Z zawodu był tokarzem i pomocnikiem maszynisty. Od 1918 do 1939 oraz ponownie od 1945 działacz Związku Zawodowego Kolejarzy. W 1923 wstąpił do PPS i Lewicy Związkowej. Od 1944 w PPR. W grudniu 1945 na I Zjeździe PPR został członkiem KC PPR, którym był do powstania PZPR w grudniu 1948. Od grudnia 1945 do marca 1946 kierownik Wydziału Kolejowego KC PPR. W latach 1945–1949 wiceprzewodniczący Zarządu Głównego Związku Zawodowego Kolejarzy. Od marca 1946 do maja 1948 kierownik Wydziału Komunikacyjnego KC PPR. Od lutego 1947 do listopada 1952 poseł na Sejm Ustawodawczy. W latach 1949–1952 kierował Wydziałem Produkcji w Zakładach Mechanicznych „Ursus”. W latach 1952–1966 dyrektor Departamentu Spraw Osobowych w Ministerstwie Przemysłu Ciężkiego. W grudniu 1983 odznaczony Pamiątkowym Medalem z okazji 40 rocznicy powstania Krajowej Rady Narodowej (1983).
Pochowany na Cmentarzu Wojskowym na Powązkach (kwatera 33B-5-1).